# USS Thetis Bay (CVE-90)
USS Thetis Bay (CVE-90) – amerykański lotniskowiec eskortowy typu Casablanca, który w końcowym okresie II wojny światowej wchodził w skład floty Marynarki Wojennej Stanów Zjednoczonych. Został odznaczony jedną battle star za udział w wojnie na Pacyfiku. 
W czasie wojny pełnił zadania głównie transportowe i zaopatrzeniowe.
Po wojnie brał udział w operacji Magic Carpet.
Przerobiony następnie na okręt desantowy.